# Оливков, Борис Михайлович
Бори́с Миха́йлович Оли́вков (25 июля 1892 года, село Копнино, Сапожковский уезд Рязанская губерния — 9 декабря 1954 года, Москва) — советский ветеринарный хирург; доктор ветеринарных наук, профессор. Заслуженный деятель науки РСФСР. Лауреат Сталинской премии.

## Биография
Родился в селе Копнино Сапожковского уезда Рязанской губернии (ныне Сапожковский район Рязанской области). Окончил Казанский ветеринарный институт. С 1920 тут же работает. С 1935 — в Московском ветеринарном институте.
За монографию «Лечение инфицированных ран у животных» в 1951 году удостоен Сталинской премии.
Награждён орденом Ленина, орденом Красной Звезды.
9 декабря 1954 года скоропостижно скончался. Похоронен на Введенском кладбище (8 уч.).

## Избранные труды
- Лечение инфицированных ран у животных., М., 1950.
- Общая хирургия домашних животных, 2 изд., М., 1954.